# Coracinotus notarioi
Coracinotus notarioi is een rechtvleugelig insect uit de familie sabelsprinkhanen (Tettigoniidae). De wetenschappelijke naam van deze soort is voor het eerst voorgesteld als Steropleurus notarioi door Ricardo Gómez Ladrón de Guevara, José Emilio Pardo González en Vicenta Llorente del Moral in een publicatie uit 1998.
De soort komt voor in Zuidoost-Spanje.